# Jacob Jansz. Coddesteyn
Jacob Jansz. Coddesteyn was een glasschilder in de Noord-Nederlandse stad Gouda.
Coddesteyn werkte op het eind van de 15e eeuw en het begin van de 16e eeuw in Gouda. Hij wordt meerdere malen in thesauriersrekeningen en notariële akten genoemd. Hij woonde in Gouda op de hoek van de Korte en de Lange Tiendeweg en "op de Gouwe over het Amsterdamse veer of de brug over de Turfmarkt". In opdracht van het stadsbestuur van Gouda vervaardigde Coddesteyn in 1499 in Antwerpen een glas dat geschonken werd aan deze stad. Het betrof een groot gebrandschilderd glas van 200 voet bij 70 voet in lijsten gevat. Volgens Kramm zou hij, evenals Jan Ponsen, leermeester geweest zijn van de gebroeders Crabeth, de schilders van de gebrandschilderde ramen van de Goudse Sint-Janskerk. Hoewel zij zeker de voorlopers van de gebroeders Crabeth zijn geweest worden in Duizend jaar Gouda vraagtekens geplaatst of Ponsen en Coddesteyn daadwerkelijk hun leermeesters zijn geweest. Zelf zou Coddesteyn diverse gebrandschilderde glazen gemaakt hebben in de Sint-Janskerk voor 1552. In dat jaar ging de kerk in vlammen op.